# První výprava Kryštofa Kolumba

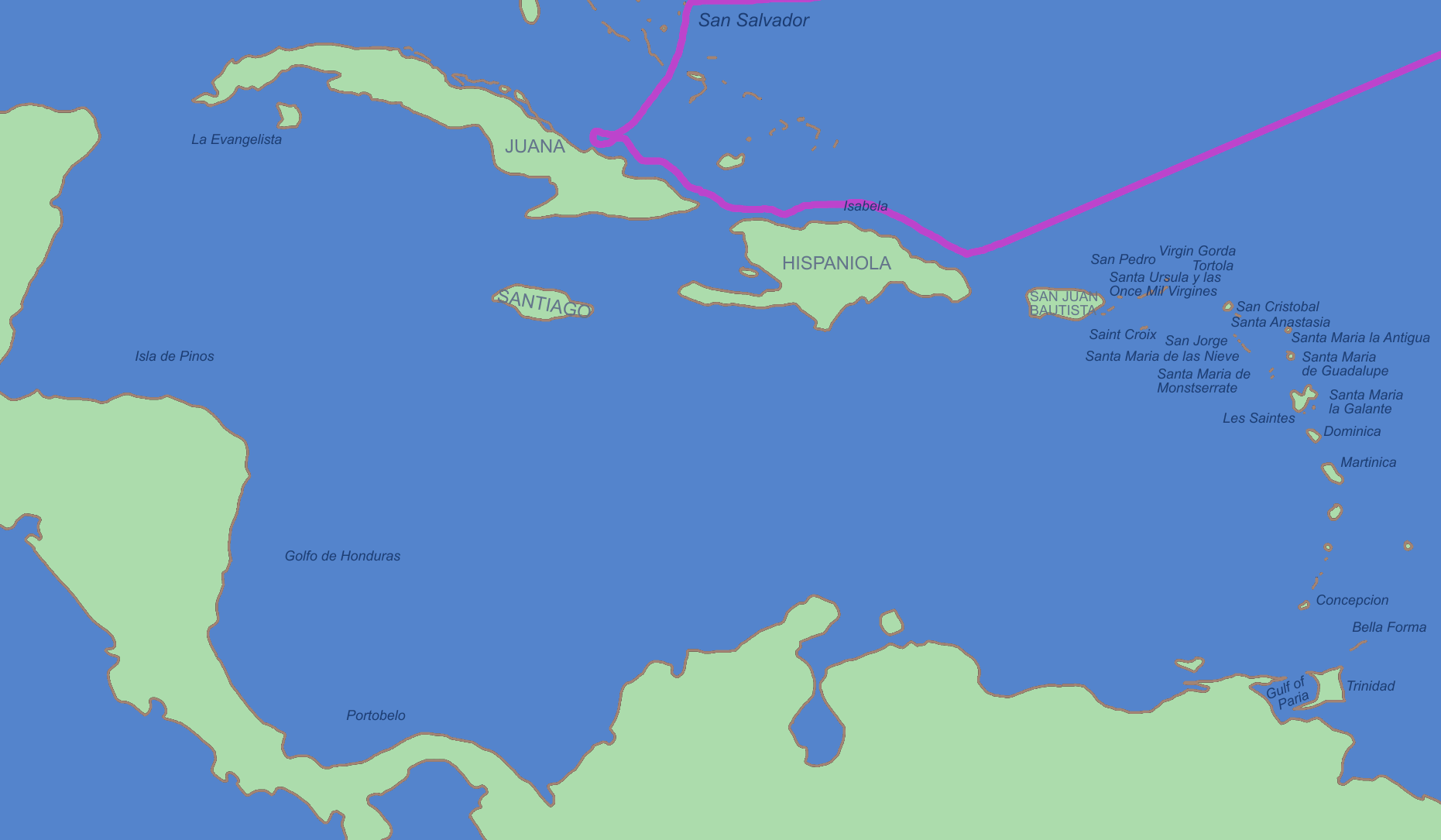
První Kolumbova výprava

První výprava Kryštofa Kolumba započala 3. srpna 1492, kdy Kryštof Kolumbus vyplul na svou první plavbu do domnělé Indie ze španělského přístavu Palos de la Frontera se třemi loděmi – Niña, Pinta a Santa María (nikdy nebyly oficiálně pojmenovány). Patřily muži jménem Juan de la Cosa (španělský kartograf, dobyvatel a objevitel) a bratrům Pintónům (mořeplavcům a objevitelům). První Kolumbovou zastávkou byly Kanárské ostrovy, které patřily Kastílii. Tam doplnil zásoby a provedl drobné opravy. 6. září, měsíc po vyplutí ze Španělska, se pak vydal na pětitýdenní cestu napříč Atlantským oceánem.
Zemi poprvé spatřil z lodě Pinta ve dvě hodiny ráno 12. října námořník jménem Rodrigo z Triany, známý také jako Rodríguez Bermejo. Kolumbus pojmenoval ostrov San Salvador (domorodci ho nazývali Guanahani, jedná se o dnešní Bahamy). Který z bahamských ostrovů to byl, dnes přesně nevíme. Nejspíše se však jedná o Samana Cay, Plana Cays nebo ostrov San Salvador (pojmenován v roce 1925 ve víře, že právě to je Kolumbův San Salvador). Původní obyvatelé, na které Kolumbus narazil, byli údajně mírumilovní a přátelští.
Kolumbus také objevil severovýchodní pobřeží Kuby (28. října) a severní břeh ostrova Hispaniola (5. prosince), kde také 1492 narazila Kolumbova zásobovací loď Santa María na mělčinu a musela zde být zanechána. Tamní indiánský náčelník Guacanagari dovolil mořeplavcům, že se jich tu může několik usadit a byla zde založena první osada La Navidad, kde zůstalo 39 mužů.
Na zpáteční cestě mířil Kolumbus do Španělska, leč špatné počasí ho navedlo do portugalského Lisabonu. 4. března 1493 zakotvil vedle královské hlídkovací lodě. Po více než týdnu stráveném v Portugalsku vyplul do Španělska. Zprávy o objevení nové země se rychle rozšířily celou Evropou. Do Španělska se dostal 15. března.